# De Natura Deorum
De Natura Deorum (Sobre a Natureza dos Deuses) é um diálogo filosófico pelo orador romano Cícero, escrito em 45 a.C.. Este trabalho é organizado em três livros, que discutem a teologia de vários filósofos gregos e romanos. Os diálogos se concentram na discussão das teologias estoicas, epicuristas e da Nova Academia.
Em português foi publicado em forma bilíngue pela Appris, com tradução do doutor Willy Paredes Soares.

## Dialogantes
Cícero coloca como dialogantes nessa obra Veleio (que expõe a doutrina de Epicuro), Balbo (que expõe a doutrina dos estoicos) e Cota, que expõe a doutrina da Nova Academia.
No diálogo, Cicero está convencido de que o culto na existência dos deuses no mundo e que suas ações devem exercer uma profunda influência sobre a vida, e é, portanto, de  uma fundamental importância para o governo de um estado.  Cicero não encontra nos argumentos dos estoicos fundamentos convincentes e os refuta por Cota. Finalmente, diz-se inclinado a acreditar que os deuses existem e governam o mundo:  acredita, porque é uma opinião partilhada por todos os povos. Esse "consenso universal" para ele é equivalente a uma lei da natureza (omni autem in re consensio omnium pentium lex naturae putanda est Tusc, 1. 30). 
Concebe então este Deus como um espírito livre e livre de qualquer elemento mortal, a origem de tudo. No entanto, as histórias míticas do politeísmo grego-romana seriam lendas. Ele zomba e condena as lendas comuns a todos os povos. Foi especialmente nesta parte do trabalho, o terceiro livro, a fascinar os filósofos do século XVIII: não era difícil de destacar os aspectos ridículos da religião popular. Para Cicero, no entanto, a existência dos deuses parecia ser necessária. Da mesma maneira, analisa Cícero, em seguida, o tema da imortalidade, repedindo muitas das opiniões expressas a esse respeito por Platão.
Essa obra, em conjunto do De Officiis e De Divinatione influenciou significativamente os filósofos do Iluminismo. Voltaire chamou-a de "talvez a melhor obra da antiguidade".

### Texto original e traduzido
- De natura deorum, libri tres (vol. 1) (Cambridge, Univ. Press 1880–1885)
- De natura deorum, libri tres (vol. 2) (Cambridge, Univ. Press 1880–1885)
- De natura deorum, libri tres (vol. 3) (Cambridge, Univ. Press 1880–1885)
- M. TVLLI CICERONIS DE NATVRA DEORVM AD M. BRVTVM LIBER PRIMVS (em latim)
- M. TVLLI CICERONIS DE NATVRA DEORVM AD M. BRVTVM LIBER SECVNDVS (em latim)
- M. TVLLI CICERONIS DE NATVRA DEORVM AD M. BRVTVM LIBER TERTIVS (em latim)